# Peltonotus deltamentum
Peltonotus deltamentum är en skalbaggsart som beskrevs av Jameson och Yuiti Wada 2004. Peltonotus deltamentum ingår i släktet Peltonotus och familjen Dynastidae. Inga underarter finns listade i Catalogue of Life.